# Neuer jüdischer Friedhof (Gniezno)
Koordinaten: 52° 32′ 20,8″ N, 17° 36′ 45,4″ O

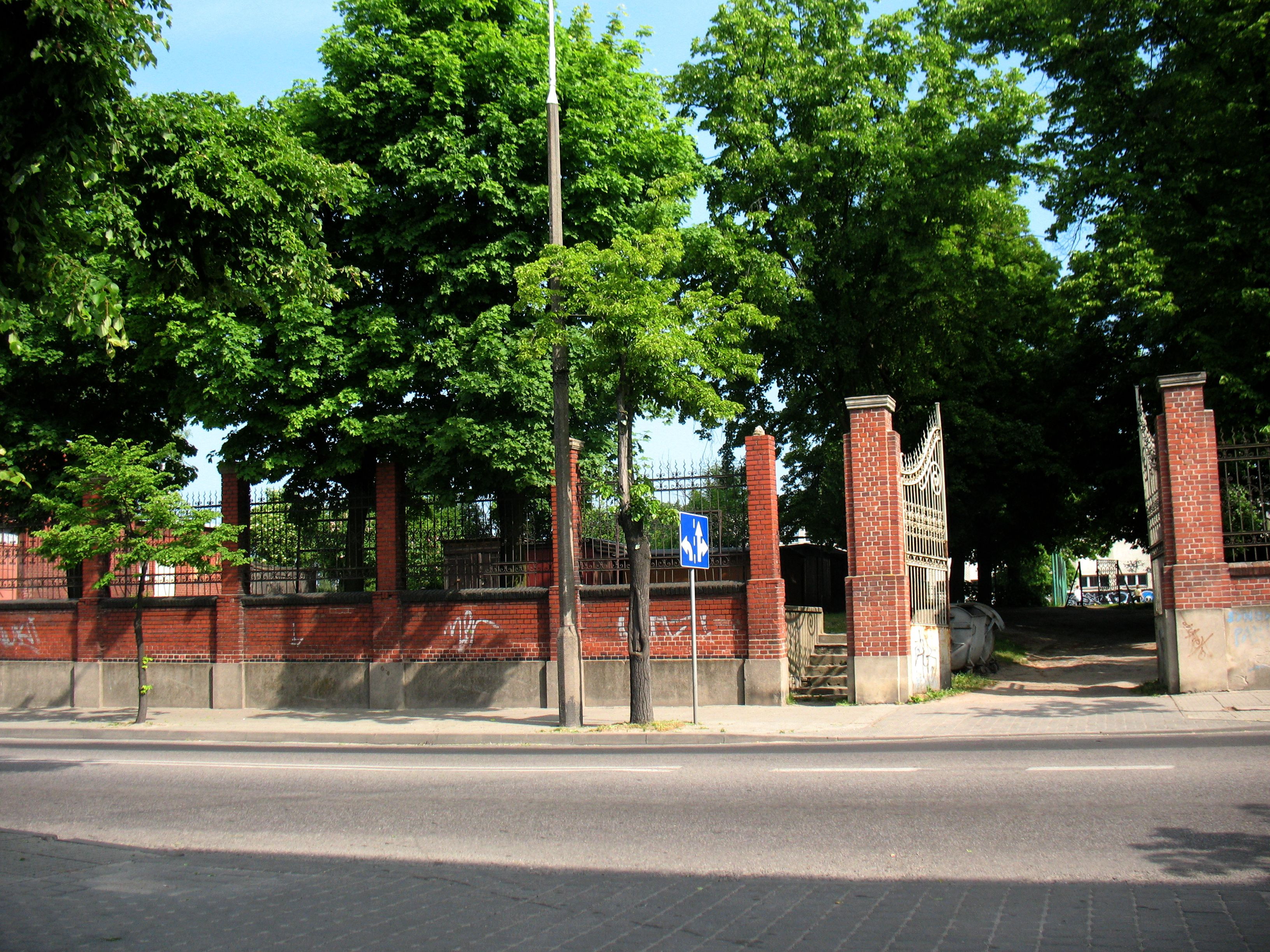
Eingang zum Neuen jüdischen Friedhof in Gniezno

Der Neue jüdische Friedhof in Gniezno (deutsch Gnesen), einer polnischen Stadt in der Woiwodschaft Großpolen, wurde Anfang des 20. Jahrhunderts angelegt.
Der Jüdischen Friedhof in der Roosevelta-Straße wurde während des Zweiten Weltkriegs zerstört.
Es sind keine Grabsteine mehr vorhanden.